# Carmen Comadrán
Carmen Comadrán Corrales (Salamanca) es una directora de cine, productora y guionista española conocida por su película La extraña elección (2014), documental por el que recibió diversos premios y reconocimientos. Es la directora de Tierravoz Producciones y presidenta de AEPA, la Asociación de Empresas Producción Audiovisual del Principado de Asturias.

## Biografía
Comadrán realizó Estudios Europeos y de Cine en la Universidad de East London en Londres en 1998 y 1999. Obtuvo posteriormente el Postgrado en Producción Ejecutiva, Diploma de Estudios Avanzados en Comunicación Audiovisual y Publicidad, Licenciada en Comunicación Audiovisual por la Universidad de Salamanca en 2002 y el Postgrado en Producción Ejecutiva en la Universidad Pompeu Fabra de Barcelona en 2011.

### Trayectoria profesional
Inició su carrera profesional trabajando en la Televisión Castilla y León. Creo la empresa Canal Béjar y Comarca (televisión, radio y prensa), de la que fue codirectora, perteneciente al grupo Radio Televisión de Castilla y León. En 2005 comenzó su andadura empresarial como directora gerente de Tierravoz Comunicación y Tierravoz Producciones, combinando labores como productora audiovisual, formadora y consultora en comunicación.
Decidió que quería enfocar su carrera hacia el documental etnográfico y que podía dar voz a la sabiduría ancestral y transmitir el conocimiento de la naturaleza desde su pueblo natal, sin necesidad de viajar lejos. Además, se fijó el objetivo de dar a conocer las áreas rurales y contribuir a su desarrollo haciéndolas visibles mediante sus proyectos audiovisuales, mostrarlas como "espacios de transformación donde convive la tradición y la innovación", protegerlas de las decisiones que no las tienen en consideración y generando ámbitos donde las personas se sienten reconocidas como seres humanos universales.
Es directora de Tierravoz Producciones, empresa especializada en la creación de contenidos sociales, culturales y ambientales, desarrollados desde una perspectiva humana y a través de formatos transmedia y multiplataforma. Ha sido productora y realizadora de reportajes, documentales, programas de televisión y audiovisuales de diversas tipologías y estilos. Entre los documentales que ha producido se encuentran: Basilio Martín Patino. La Décima Carta, de la directora Virginia García del Pino y en coproducción con Pantalla Partida, estrenado en la sección oficial del Festival Internacional de Cine de San Sebastián, con el que se quiso rendir homenaje al director salmantino; Concejo Abierto (2012), ganador del premio al Mejor Cortometraje ‘Día D’Asturies’ en el Festival Internacional de Cine de Gijón, y el premio ‘Perpetuum Libertas’ en el Cinema Perpetuum Mobile (Bielorrusia), y proyectado en París (proyecto ‘100 Jours’), en el Museo Reina Sofía, y Festivales como Ionian Digital Film Festival (Grecia) o Ko&Digital (España); A zancadas (2006), presente en la sección oficial de festivales como Cine Posible, España; Viña del Mar, Chile; DocsDF, México o Ecofilms, Grecia). También los documentales: “Retratos de Innovación”, “Ruta Keicho”, “David frente a Goliat”, “Sueños realidades y deseos”, “Tiende a infinito”,“Mujeres, las primeras trabajadoras de la emigración”, “Abraza la Tierra, nuevos vecinos en el medio rural”, “Reserva de la Biosfera”, “El Escultor Mateo Hernández (1884-1949)”, “Arquitectura popular”, “Nosotras mujeres” o “Mujer rural, en el camino hacia la igualdad”.
En 2014 escribió el guion y dirigió el documental La extraña elección. Contó con Luis García Valera y David Sanz para la música y con Rita Noriega y César Díez para la fotografía. Está protagonizada por Andrea Milde, Flo Nguyen y Fran Sueiro. Destaca el apoyo prestado al proyecto por Tierravoz Producciones, en su labor por contribuir al cambio a través del audiovisual, la comunicación y la formación. La cinta narra la historia de tres personas (Floriane, Andrea y Fran) que, por diversas circunstancias, deciden vivir en un pueblo. Comadrán quiso introducir la perspectiva rural en el radar de las personas espectadoras, eligiendo para rodar enclaves de la Sierra Norte de Madrid, Villaviciosa (Asturias) y Aguilar de Campoo (Montaña Palentina). El documental se estrenó en 2014 en la 59.º Semana Internacional de Cine de Valladolid (SEMINCI), en el Laboratorio de las Artes de Valladolid, y después se proyectó en el FICXixón 52.º Festival Internacional de Cine de Gijón. En 2015 el film se presentó en el FIC G30 Festival Internacional de Cine de Guadalajara, en la Sección oficial del Festival Naturman y en la Sección oficial de FICMA, el Festival Internacional de Cine de Medio Ambiente que se celebra en Barcelona. El documental obtuvo el premio a Mejor Largometraje Documental en el II Certamen de Cine Asturiano de Proaza y Santo Adriano, celebrado en Proaza en abril de 2015. Además, la película tuvo un amplio recorrido por festivales y eventos rurales. La película se enmarca dentro de una iniciativa audiovisual que incluye además una serie de televisión y una plataforma digital cuyo objetivo es motivar a la participación de las personas interesadas en las relaciones campo-ciudad y el medio rural. La serie, de Tierravoz Producciones en coproducción con TPA, se emitió en la televisión pública asturiana y por otros canales.
En 2017 Comadrán presentó su nuevo proyecto La teoría del acuerdo, que fue seleccionado para el programa de ayudas para cine asturiano de no ficción que impulsa por Laboral Cinemateca de Gijón para "propuestas de singular valor creativo". El documental se centra en un aspecto poco habitual en el cine, el de los concejos abiertos como forma de democracia directa que están mundialmente reconocidas.Para la película, la directora eligió las experiencias de dos pueblos mineros: Orallo, en la comarca Laciana (León, España), y Amatlán, en la sierra norte de Oaxaca (México). Con este proyecto dio continuidad al cortometraje Concejo Abierto que Tierravoz Producciones produjo en 2012 sobre la misma temática y que obtuvo amplio respaldo en festivales, televisiones y organismos a nivel nacional e internacional.
Comadrán es presidenta de la Asociación de Empresas de Producción Audiovisual del Principado de Asturias, AEPA, fundada en el año 2007 para representar y promocionar los intereses profesionales, así como fortalecer e impulsar el sector audiovisual asturiano promoviendo la consolidación de empresas y su posicionamiento estratégico.

## Filmografía
Es guionista, directora y productora entre otros de los siguientes documentales:
- 2006. A zancadas.[22]
- 2012. Concejo Abierto.[23]
- 2014. La extraña elección.[7]
- 2017. Hacia el árbol.[24]
- 2023: La teoría del acuerdo.[25]

## Premios y reconocimientos
- 2012 Mejor cortometraje FICX 50 Festival Internacional de Cine de Gijón, por el documental Concejo Abierto.[26]
- 2014 Premio Perpetuum Libertas Cinema Perpetuum Mobile por Concejo Abierto.[26]
- 2014 Estreno mundial en la SEMINCI de Valladolid del documental La extraña elección.[27]
- 2015 Premio al Mejor Largometraje Documental en el II Certamen de Cine Asturiano de Proaza y Santo Adriano por La extraña elección.[28]
- 2015 II Premio GAVA de la ACICCA al mejor documental por La extraña elección.[29]
- 2015 Selección oficial en el Festival Internacional de Cine de Guadalajara, México por La extraña elección.[30]
- 2015 Selección oficial 2015 en el FICMA de Barcelona por La extraña elección.[31]